# Stoldo Lorenzi

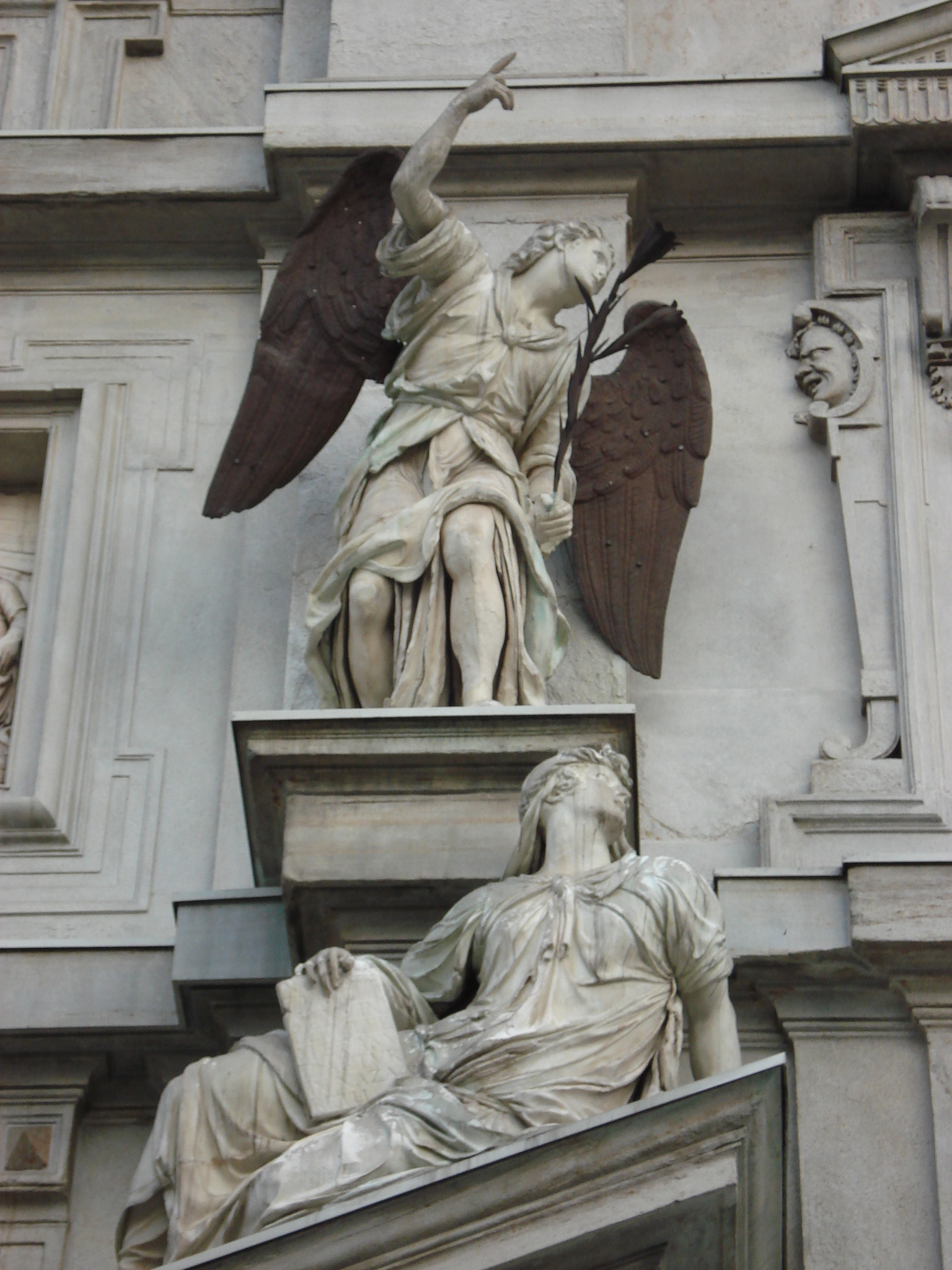
Ángel de la Anunciación en Milán, por Stoldo Lorenzi.

Stoldo Lorenzi (Settignano, 1534 - Pisa, 1583), fue un escultor manierista italiano.

## Biografía
Se formó en Florencia, influido por los artistas más en boga como Giambologna y Niccolò Tribolo, de los cuales desarrolló un gusto por las figuras delgadas y en movimiento de torsión y pequeñas deformaciones de perspectiva. Realizó especialmente obras en bronce, algunas  se conservan en el Palazzo Vecchio, más su gran obra fue el trabajo en la fuente de Neptuno en el Jardín de Bóboli (1565-1568).
Viajó más tarde por diversas partes de Italia y en Milán, por ejemplo, hizo algunas esculturas para la fachada de Iglesia de Santa María presso San Celso (1573-1582).
En Pisa realizó un ángel portacandelabro para la Catedral, de particular belleza respecto a otros temas similares que decoran los altares de la catedral de Pisa por su suave y sofisticada elegancia.